# Trigonostigma somphongsi
Trigonostigma somphongsi е вид лъчеперка от семейство Шаранови (Cyprinidae). Видът е критично застрашен от изчезване.

## Разпространение
Разпространен е в Тайланд.